# クリップアート

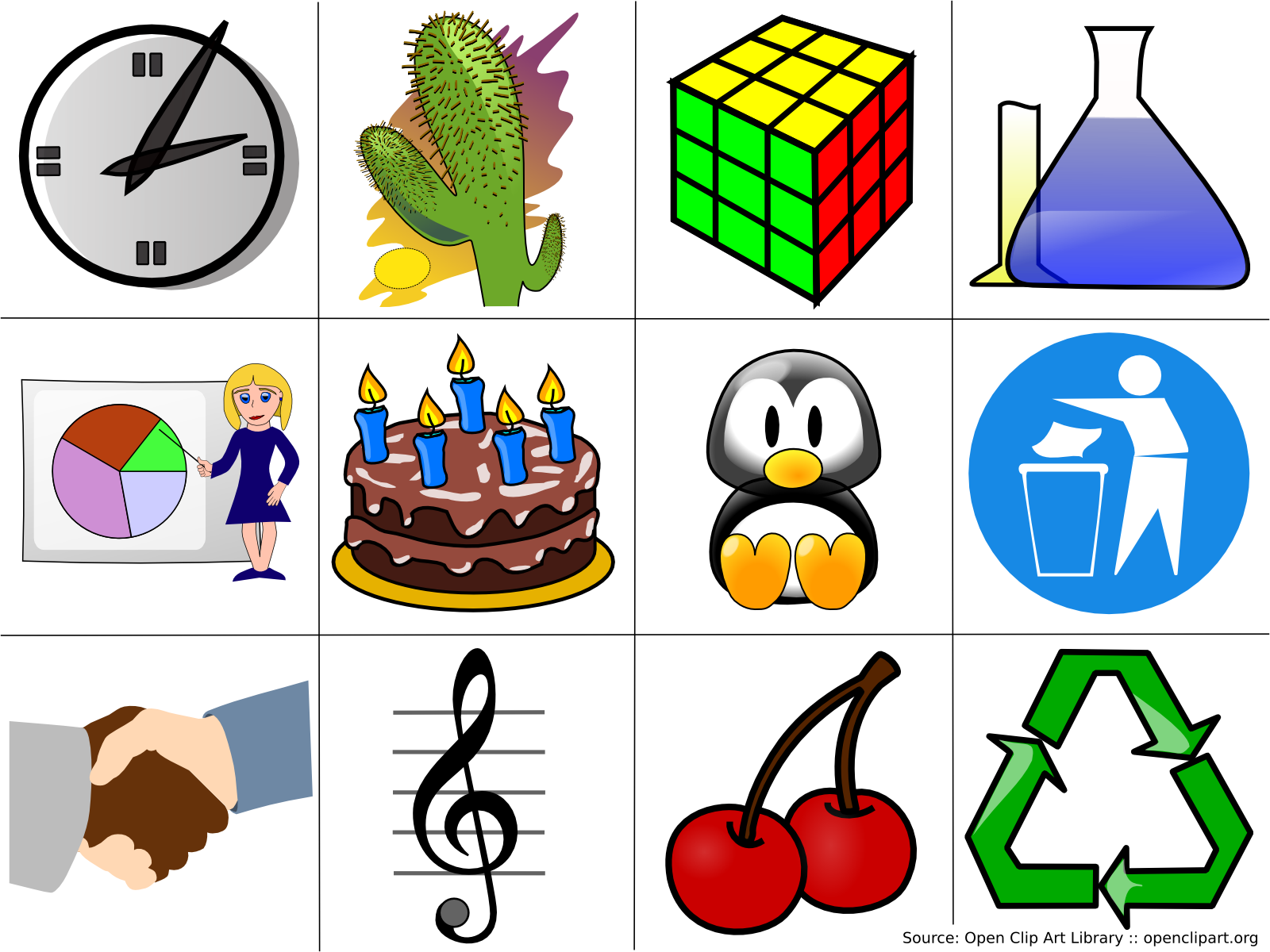
コンピュータ用クリップアートの例（出典: Open Clip Art Library）

クリップアート (英: Clip art) とは、平面の視覚芸術において、主に挿絵の目的で使われる既製の図像のことである。

## 概要
クリップアートの図像のほとんどはイラストレーションである。ストック写真はクリップアートとは呼ばれない。クリップアートは電子的なファイルまたは印刷物の形式で提供される。クリップアートの利用者は、視覚芸術の作品を作る時に、多数の図像が集められて提供されるクリップアートのコレクションの中から、目的に合う図像を選んで、それを別の作品の中に挿絵のように置く。今日制作されるクリップアートの大半は電子的形式である。クリップアートが表現する概念、そのファイル形式、ライセンス形式などは様々である。挿絵のような絵を多数収録した本が、日本で日本語で出版された場合、そのような本のタイトルには、「イラスト・カット集」または「カット集」という言葉が入っていることが多いという事実は、公共図書館で「カット集」という検索語で本を検索すれば確かめられる。

## 歴史
既存の印刷物から既存の画像を物理的に切り取って利用したことから「クリップアート」という用語が生まれた（clip とは「切り抜く」）。出版へのコンピュータ利用以前には、クリップアートは切り貼り作業の一環で使われた。当時のクリップアート画像は手で切り抜かれ、接着剤で原稿に貼り付けられる。それに写真植字でテキストなどが追加され、版下原稿が完成する。1990年代には、ほとんどの出版社がこの作業をDTPで置換した。
IBM PC（1981年）や Macintosh（1984年）のようなパーソナルコンピュータの普及後、DTPの発明によってコンピュータでのクリップアート利用が広まった。IBM PC 向けの最初の（プロが作成した）クリップアート集は、1983年 VCN Execuvision がリリースした。その内容は、ビジネス用などプレゼンテーション用画像が主だった。Macintosh は当初から DTP 指向であり、1985年には LaserWriter（レーザープリンター）が登場し、同年 アルダスが PageMaker をリリースし、プロの使用に耐えるDTPがパーソナルコンピュータ上で可能となった。
1986年、DTP の勃興によって既成の電子形式の画像の需要が高まっていった。電子式クリップアートはその需要を満たすために生まれた。初期の電子式クリップアートは、高度なイラスト作成ツールがないため、単純な線画かビットマップ画像であった。Macintosh 用プログラム MacPaint が登場すると、これがビットマップ形式のクリップアート作成に活用された。
初期のクリップアートで成功した例として T/Maker がある。同社は WriteNow という Macintosh 用ワードプロセッサで知られている。T/Maker は 1984年に Macintosh での DTP 用のクリップアートを "ClickArt" のブランド名でリリースした。企業やビジネス向けのシリアスなクリップアートをデザインした初期の人物として、Mike Mathis、Joan Shogren、Dennis Fregger がいる。彼らの作品も T/Maker により "ClickArt Publications" としてリリースされた。
1986年、アドビシステムズ（現アドビ）は Macintosh 向けの Adobe Illustrator をリリースした。パーソナルコンピュータのGUI上でベクトル画像作成を可能にした最初のソフトウェアである。また、1987年に T/Maker がベクトル形式のクリップアート集をリリースした。当初ベジェ曲線の編集に不慣れな人が多かったが、グラフィックデザイナーなどは即座にその利点を理解し、T/Maker のクリップアートは 1980年代後半から1990年代前半に業界標準の地位を確立した。1994年、T/Maker は Deluxe Corp に売却され、その2年後にはライバルの Brøderbundのものとなった。
1990年代初期に CD-ROM が普及すると、ドーヴァー出版などのコンピュータ以前のクリップアート企業が電子式クリップアート市場に参入し始めた。
1990年代中盤にはクリップアート業界にも革新があり、同時に質よりも量を重視するマーケティング手法が多くなってきた。T/Maker は少数だが高品質のクリップアート集（200画像程度）で成功したが、その T/Maker でさえ量を重視したクリップアート市場に興味を持つようになる。1995年、T/Maker は50万個のクリップアートライブラリの権利を得た（当時、世界最大）。この権利も Brøderbund が受け継ぐこととなった。
同時期に、マイクロソフトを含むワードプロセッシング企業は、製品にクリップアートを同梱し始めた。1996年、Microsoft Word 6.0 には 82 個のWMF形式のクリップアートが同梱されている（デフォルトでインストールされる）。現在では、Microsoft Office には14万個以上のメディア部品（クリップアートを含む）が同梱されている。
1990年代後半には Nova Development と Clip Art Incorporated などの企業も大規模クリップアート・コレクションを有するようになった。
1998年から2001年にかけて、T/Maker のクリップアート資産はIT企業につきものの合併や買収により毎年所有者が変わっていった。例えば、The Learning Company（1998年）やマテル（1999年）など。現在、T/Maker のクリップアートを販売しているのは Brøderbund の子会社 Riverdeep である。
2000年代になると、World Wide Webの普及によってソフトウェアのオンライン販売が一般化してきた。クリップアートのオンライン販売も Clipart.com、WeddingClipart.com、GraphicsFactory.comなどの企業が始めた。このため、現在ではクリップアートは関連製品に同梱して売られるだけでなく、オンラインで個々の画像を販売したりライブラリ全体の使用権を販売することが一般化した。
クリップアートはデータ形式によって2種類に大別される。ビットマップ画像とベクトル画像である。販売形態は、製品として箱で売られるものからオンラインでダウンロードするものまで様々である。クリップアート業者のマーケティング手法は、広範囲に大量のクリップアートを用意するか、特定分野向けに特化するかのどちらかである。マーケティング手法とアートスタイルは相互に関連が深いともいえる。
古いクリップアートはまとめて安価に販売されることが多くなっているが、それらは最近のクリップアートに比べて単純なものが多い。また、小規模な特定分野向けのクリップアートは凝ったものが多いが、同時に高価である。

## ファイル形式
電子式クリップアートにはいくつかのファイルフォーマットがある。利用者はファイルフォーマットの違いを理解し、適切な形式の画像を使うことが重要である。クリップアートのフォーマットは、ビットマップ画像とベクトル画像に大別される。
ビットマップ画像形式は、カラーまたはモノクロのピクセルを並べた矩形イメージである。例えば、スキャンされた写真にはビットマップ形式が使われる。ビットマップ画像は、ファイル作成時に解像度が決まってしまうという制限がある。イメージが矩形でない場合、デフォルトの背景色でイメージを囲んで矩形にする。
解像度が固定であるため、ビットマップ画像をより解像度の高いプリンターで印刷すると、品質の低い結果しか得られない。また、本来の解像度よりも拡大して表示すると、同様に品質が悪くなる。一部のビットマップ形式（アップルの PICT形式など）はアルファチャンネルをサポートしており、透明な背景を設定したり、アンチエイリアスが可能となっている。Webで一般的な形式（GIF、JPEG、PNG）はいずれもビットマップ形式である。GIF形式は低解像度向きの最も単純なビットマップ形式の1つで、256色までしかサポートしていない。そのため、GIF形式のファイルサイズは非常に小さい。その他のビットマップ形式としては、BMP（Windows bitmap）、TGA、TIFF がある。クリップアートの多くは低解像度のビットマップ形式で提供されることが多く、拡大したり印刷するのには向かない。しかし、ビットマップ形式は写真にとっては理想的であり、特に JPEG のような非可逆圧縮アルゴリズムとの組合せで利用される。
一方、ベクトル画像形式は幾何学的モデリングにより画像を一連の点、線、曲線、ポリゴンなどで表現する。画像が幾何学的データで表されるため、任意の解像度・任意のサイズで表示でき、高解像度のプリンターで印刷してもクリアな画像が得られる。ベクトル形式は解像度の任意性や編集の容易さといった面でビットマップ形式よりも優れているが、ビットマップに比較してサポートするソフトウェアが限られ、写真などもベクトル形式にするのは困難である。初期の電子式クリップアートでは、ベクトル形式では単純な線画しか描けなかった。2000年代には、ベクトル画像描画ツールの能力はビットマップ画像と変わらない程度の画像を作り出す程度にまで向上しており、同時にベクトル形式の利点（解像度の任意性）は失っていない。主なベクトル画像形式として、アドビの EPS（Encapsulated PostScript）形式がある。マイクロソフトの WMF（Windows Metafile）形式は、EPSよりも単純である。W3CはXMLベースのベクトル画像形式 SVG（Scalable Vector Graphics）を開発した。これは多くのWebブラウザでサポートされつつある。

## 画像の著作権
クリップアートの利用は著作権と利用の許諾の内容によって制御される。これを理解することは、法的に正しくクリップアートを利用するにあたって重要である。ロイヤリティ無料のもの、権利保有者が管理しているもの、パブリックドメインのものに分けられる。
多くの商用クリップアートは、限定されたロイヤリティ無料のライセンス形態で販売されており、顧客はクリップアートを個人的目的・教育目的・営利外目的には自由に利用することができる。場合によっては商用利用の権利も限定的に付与されるライセンス形態もある。しかし、ロイヤリティ無料の画像の権利関係はベンダーによって様々である。
高品質なクリップアートには権利を管理された状態で販売されているものもあるが、最近ではほとんど見られない。
パブリックドメインのクリップアートは著作権が放棄されているため、よく使われる。
アメリカ合衆国地方裁判所は1999年、ブリッジマン・アート・ライブラリ対コーレル・コーポレーション事件の裁判の中で、パブリックドメインの画像の正確なコピーは米国の著作権法で守られないとの判断を示したが、この判断は今のところ写真にしか適用されない。これはスキルや経験・努力とは無関係なオリジナリティの問題であり、原画像の二次的著作物に該当するか否かの問題である。実際、米国最高裁判所は Feist v. Rural の裁判で、労働や経費の多寡を著作権性における考慮に含めることを拒絶する判断を下した。
例えば、Dover Publications や 南フロリダ大学の ETC プロジェクトの膨大なクリップアート・ライブラリはパブリックドメインの画像が元になっているが、それらをスキャンして手で編集しているため、編集部分に著作権が発生し、独自の利用ポリシーが適用される。パブリックドメインの画像を真にパブリックドメインのクリップアートにするには、編集部分についてさらに著作権を放棄する必要がある。
Web の隆盛により、本来販売されるか「無料」クリップアートとして配布された著作権侵害のクリップアートのコピーが広範囲に蔓延することになった。
米国では1923年1月1日以降に出版された画像は著作権で守られている。1923年以前の画像に関しては、それがパブリックドメインかどうかを注意深く調べる必要がある。
例外として、作者や出版社が1923年以降のクリップアートをパブリックドメインとすることを宣言したものがある。ベクトル形式のクリップアートについては、2004年にオープンソース・コミュニティが Open Clip Art Library を設立し、著作権者が著作権を放棄した画像を集めている。2006年現在、同ライブラリには 6,500 個の画像がある。